# Magnago
Magnago là một đô thị ở tỉnh Milano, vùng Lombardia của Italia, khoảng 30 km về phía tây bắc của Milano. Tại thời điểm ngày 31 tháng 12 năm 2004, đô thị này có dân số 8.275 và diện tích là 11,3 km².
Đô thịMagnago gồm cácfrazione (subdivision) Bienate.
Magnago giáp các đô thị sau:Samarate, Busto Arsizio, Vanzaghello, Dairago, Castano Primo, Buscate.